# Will Kymlicka

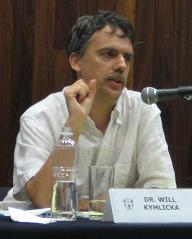
Will Kymlicka, University of Guadalajara, Mexico, 19. Juni 2007

Will Kymlicka (* 1962 in London, Ontario) ist ein kanadischer Politikwissenschaftler und Philosoph. Er ist ein Vertreter der Politischen Philosophie. 

## Leben
Kymlicka hat 1987 an der University of Oxford bei Gerald A. Cohen promoviert und ist derzeit Professor an der Queen’s University in Kingston, Ontario, Kanada. 2011 wurde er zum korrespondierenden Mitglied der British Academy gewählt. Er ist Ehrendoktor der Universität Kopenhagen und der Katholischen Universität Löwen.
Seine Spezialgebiete sind ethnische Probleme und multikulturelles Zusammenleben, sowie die Beschäftigung mit der Frage, wie der klassische Liberalismus in einer globalisierten und ethnisch divergenten Umgebung funktionieren kann.
Seine Einführung in die politische Philosophie wurde insgesamt in 17 Sprachen übersetzt, sein Buch über Multikulturalismus in 15. Er lebt seit über 20 Jahren vegan.

## Werke
- Liberalism, Community, and Culture. 1989, ISBN 0-19-827599-4.
- Contemporary Political Philosophy. An Introduction. 1990, ISBN 0-19-878274-8.
  - deutsch: Politische Philosophie heute. 2. Auflage. Frankfurt 2002, ISBN 3-593-35891-3.
- Multicultural Citizenship. 1995, ISBN 0-19-827949-3.
- States, Nations and Culture. 1997, ISBN 90-232-3224-0.
  - Multikulturalismus und Demokratie. Rotbuch-Verlag, ISBN 3-434-53046-0, Hamburg 1999.
- Finding Our Way: Rethinking Ethnocultural Relations in Canada. 1998.
- Politics in the Vernacular: Nationalism, Multiculturalism, Citizenship. 2001.
- Zoopolis: A Political Theory of Animal Rights. Oxford University Press, 2011, ISBN 978-0-19-959966-0.
  - mit Sue Donaldson: Zoopolis. Eine politische Theorie der Tierrechte. deutsch von Joachim Schulte. Suhrkamp, Berlin 2013, ISBN 978-3-518-58600-6.